# ليمور ماك آرثر فأري
ليمور ماك آرثر فأري (Microcebus macarthurii) هو ليمور فأري يستوطن شرق متنزة ماكيرا الوطني بمدغشقر.